# Комчатов, Владимир Фёдорович
Владимир Фёдорович Комчатов (12 января 1942  — 13 июля 2020) — океанограф, инициатор выдвижения Б. Н. Ельцина[куда?] от города Москвы в 1989 году, директор Государственного института океанографии.

## Биография
Родился в Москве 12 января 1942 года. Через три месяца после рождения сына его отец, Фёдор Феоктистович Комчатов (1899—7.03.1942), погиб  (пропал без вести) на Калининском фронте в окрестностях деревни Медведка Нелидовского района. Мать, Антонина Васильевна Володина, учительница начальных классов, воспитывала сына одна.
В 1966 году окончил кафедру океанологии географического факультета МГУ  им. М.В. Ломоносова. После окончания университета поступил на место младшего научного сотрудника в Государственном Океанографическом институте.
В 1969 году вступил в КПСС, был активным общественником,  избран в комсомольские, партийные и профсоюзные комитеты разных структур и уровней. В 1969—1970 годах служил старшим инженером в Главном управлении гидрометеослужбы при Совете Министров СССР.
В 1970 году призван в ряды вооружённых сил, служил офицером при штабе Северного флота в Североморске.
В 1972 вернулся на должность старшего инженера в Главном управлении гидрометеослужбы и проработал там до 1977 года.
В течение 8 лет (1977—1985) был старшим инженером, начальником отдела оперативной информации и глобального метереологического обзора в Гидрометцентр. И наконец с 1985 по 1990 год руководитель Океанская службы Гидрометцентра Государственного комитета по гидрометеорологии.
В 1986 году выпускник Высших экономических курсов при Госплане СССР.
В 1989 году по инициативе Комчатова партийная организация, а позже и весь трудовой коллектив Гидрометцентра выдвинули Б. Н. Ельцина в качестве кандидата в народные депутаты СССР от Московского городского национально-территориального избирательного округа № 1. Комчатов стал доверенным лицом и активным организатором избиратательной кампании Б. Н. Ельцина по выборам народным депутатом СССР. С 1989 года участвовал в работе Московского объединения избирателей, занимался решением организационных вопросов;
В конце 1989 года вместе с другими создал Всесоюзный комитет в защиту следователей Гдляна и Иванова, был сопредседателем его московского отдела.
В июле 1990 года после XXVIII съезда КПСС вышел из партии
В 1990 член Высшего экономического совета при Президиуме Верховного Совета СССР
В 1990-1993 годах народный депутат РСФСР от Ясеневского территориального округа. На V Съезде народных депутатов РСФСР поддержал предоставление Б. Н. Ельцину чрезвычайных полномочий. Но на VI Съезде народных депутатов вступил во фракцию "Гражданское общество", образованную депутатами демократических фракций, разочарованнями в реформах кабинета Е. Т. Гайдара, но после вступления этой фракции в блок "Российское единство" дистанцировался от неё.
Участвует как представитель московской оппозиции в работе конгресса Народного фронта Латвии и сейма "Саюдиса". Подписал  обращение к Политбюро ЦК КПСС в поддержку борьбы прибалтийских народов за реализацию права на самоопределение. Пытался организовать политическую забастовку после событий в январе 1991 года в Вильнюсе.
В августе 1991 года был включён в список «лидеров демократического движения» или «самых ярких деятелей перестройки», которых по приказу председателя КГБ В. А. Крючкова следовало задержать на неопределённый срок при введении чрезвычайного положения в городе Москве. 19 августа в 7.20 утра В. А. Крючков дал указание задержать некоторых лиц из перечисленных в списке на 75–76 человек. Согласно показаниям начальника Управления «3» КГБ генерал-майора В. П. Воротникова в списке,  переданном его заместителю генерал-майору  Г. В. Добровольскому, были подчёркнуты фамилии 18 человек, в том числе В. Ф. Комчатова. Кроме интернирования перечисленным должны были также закрыть выезд из СССР. Г. В. Добровольский руководил группой по задержанию 4-х из перечисленных восемнадцати: В. Г. Уражцева, Т. Х. Гдляна, Н. В. Просёлкова и В. Ф. Комчатова. Из них Виталий Уражцев был  через 4 часа освобождён по личному указанию Министра обороны СССР Дмитрия Язова. По воспоминаниям Александра Соколова Комчатова арестовали днём вскоре после публикации обращения Ельцина. Тельман Гдлян упоминал, что в расположение воздушно-десантной бригады в окрестностях посёлка Медвежьи Озёра, где он бы интернирован вместе с полковником Николаем Просёлковым, Комчатова привезли только 8 часам вечера 19-го августа. Освобождены трое арестованных были лишь утром 21 августа.
С декабря 1991 по 2000 год — по предложению мэра Москвы Г. Х. Попова назначен полномочным представителем в городе Москве президента Российской Федерации.
В 1997 году закончил юридический факультет Российской академии государственной службы при Президенте Российской федерации.
С 2002—2015 — директор Государственного океанографического института (ГУ "ГОИН ГОСГИДРОМЕТа"). 
В 2015—2016 — заместитель директора института. 
В 2016—2018 — советник директора ГОИН.

## Семья
- Жена — Наталья Александровна (род. 1942), хирург-онколог[2]
  - Дочь — Ольга Владимировна, в замужестве Виницкая (род. 1967), учитель биологии в школе[4], госслужащая[2]

## Награды
- медаль ордена "За заслуги перед Отечеством",
- Медаль «Защитнику свободной России»,
- медаль "В память 850-летия Москвы"
- Медаль «300 лет Военно-Морскому Флоту России» (1998),
- знак "Отличник Гидрометеослужбы СССР".

## Адреса
- 1942 — Москва 56, Тишинская ул., д. 3, кв 7[1].

## Отзывы современников
Наталья Комчатова, жена В. Ф., сказала в одном из интервью:
Из конфликтных ситуаций Владимир Федорович ищет достойный выход. Например, ходатайствует перед президентом о предоставлении московскому мэру особых полномочий. Именно так поступили в случае с приватизацией.

Муж любит повторять, что когда в России, как сейчас в США, демократия просуществует 200 лет, тогда все будут строго следовать букве закона. Пока что эти буквы толком не написаны.